# Szalatnok
Szalatnok (más néven Szlatina, horvátul: Slatina, 1921 és 1991 között Podravska Slatina) város és község (općina) Horvátországban, Verőce-Drávamente megyében.

## Fekvése
Verőcétől légvonalban 28, közúton 31 km-re délkeletre, Nyugat-Szlavóniában, a Drávamenti-síkság szélén, a Papuk-hegység lábánál, a Drávától (és a magyar határtól) 10 km-re fekszik.

## Közigazgatás
A következő települések tartoznak a községhez: Bakić, Bisztrica, Donji Meljani, Felsőmiholjác, Golenić, Ivanbrijeg, Kozice, Lukavac, Markovo, Medinci, Novi Senkovac, Radosavci, Szalatnok, Sladojevački Lug és Sladojevci.

## Története

### A középkorig
Az emberi jelenlét legrégibb nyomai a község területén az őskorig vezethetők vissza. A településtől keletre fekvő Veliko polje – Potočani régészeti övezet számos régészeti maradványt őriz, melyek az őskortól, az ókoron át a középkorig terjednek. Az eddig elvégzett kutatások lehetővé tették a drávamenti autochton pannon-kelta lakosság egyébként kevéssé ismert kora római településeinek és infrastruktúrájának vizsgálatát, amely azon a fő kommunikációs útvonalon található, amely a Délkelet-Alpokat és a Dunát összekötötte az őstörténettől a középkorig.
A 3. századból származó római térkép a Tabula Peutingeriana valahol ezen a vidéken ábrázolja Marinianis települést. Ennek megerősítését látják horvát történészek a szalatnoki Gudinac nevű magaslaton (melyet a hagyomány Marinacnak is nevez) 1941-ben és 1942-ben előkerült római sírokban és az itt talált nagyobb mennyiségű római pénzleletben. A község területén található régészeti lelőhelyek ezen kívül mind középkoriak. Ennek alapján megállapítható, hogy a mai Szalatnok területén a középkorban több település is állt. A Stublovacka utca végén, az autósiskola épületétől mintegy 500 méterre vízderítő ásása közben 2 méteres mélységben égett talaj és cseréptöredékek kerültek elő.
Szintén középkoriak a Zágráb-Eszék vasútvonaltól északkeletre a DP-Gaj Slatina tulajdonában álló szántóföldön talált cseréptöredékek. A korábbi Gaj-Bajer nevű hely közelében a Livada nevű helyen a szántóföldön sötét talajelszíneződés látható. Itt a talaj átvizsgálása során ugyancsak sok középkori kerámia töredéket találtak. Mind közül a legjelentősebb a város északnyugati részén található Turbina nevű lelőhely. Itt 2009-ben sport és rekreációs központ építési munkáit megelőző régészeti feltárás során a 10. és 12. század közé keltezhető házak alapjait, számos használati tárgyat, kerámiatöredéket találtak. A leleteket, valószínűleg a középkori Terbenye falu maradványait a mezőgazdasági művelés jelentősen megrongálta.

### Szalatnok a középkorban
Szalatnok első írásos említése Bői Mihály zágrábi püspök 1297. szeptember 1-jén Pozsega várában kibocsátott oklevelében történt „Zalathnuk” alakban. Szalatnok abban az időben a vaskai esperesség részeként a püspökséghez tartozott. A Mindenszentek tiszteletére szentelt egyházát 1334-ben említik a pápai tizedjegyzékben „Primo ecclesia omnium sanctorum de Zalathnuk” alakban. A középkori plébániatemplom valahol a mai városi park környékén állt. A korabeli feljegyzések szerint oltárai Szent György, Szűz Mária, Alexandriai Szent Katalin, kápolnái pedig Szűz Mária és Szent Ilona tiszteletére voltak szentelve. A település a Szlavóniához tartozó Kőrös megye részét képezte. A püspökség birtokaként vásártartási joggal rendelkezett. A kisméretű szalatnoki vár a Javorica- patak feletti magaslaton állt. A 15. században „Zalothnok-citadelo” néven említik. A szalatnoki uradalom ispánjai közül többen a szalatnoki (de Zalatnoky, de Zalathnuk) nemesi előnevet viselték. Ebből az időből származik a település első ismert címer ábrázolása a csillaggal és az alatta fekvő félholddal, mely ma is város címere. Szalatnokot 1403-ban Atyinával és Vaskával együtt mezővárosi rangra emelték.

### A török uralom idején
A 16. században egyre jobban nehezedett a városra a török hódítás előszele. Növekedett a török betörések száma, egy nagyobb gondot kellett fordítani a török elleni védelemre. A környék elpusztított falvainak lakossága az ország biztonságosabb vidékeire menekült. A város polgárai közül boszniai törökellenes harcokban kitűnt bátorságával Ivan Hoberdanc, akit 1529-ben Ferdinánd király végvári kapitánnyá, a szlavóniai védelem parancsnokává tett. A város végül 1544-bn került török kézre. A lakosság kis része áttért az iszlám hitre és a városban maradt, a többség azonban nagyon nehéz körülmények között a Dráva mocsarai közé menekült. A török uralom alatt a város egy aga irányítása alatt a Pozsegai szandzsák része lett. A városban két dzsámi épült, a nagydzsámi valószínűleg a plébániatemplom átépítésével, a kisebbiket, Bali dzsámiját pedig kötelezettségként építették. A várat, melyben mintegy 200 fős török őrség állomásozott árkokkal és fából épített paliszádokkal erősítették meg. A térség ezután is szakadatlan harcok színtere volt a keresztény és a török csapatok között. Végül a 17. század végén szabadult fel a török uralom alól, ekkor semmisült meg a régi szalatnoki vár. A törökkel vívott utolsó csata 1684-ben Szalatnoktól északra, a Turbina-erdőnél zajlott, ahol a fölényben levő keresztény hadak megadásra kényszerítették a török erőket. A harcok után a város romokban hevert, az épületek közül csak a plébániatemplom tornya maradt meg.

### A városi fejlődés útján
Az egész területen átmenetileg katonai közigazgatást vezettek be. Később, a polgári közigazgatás újjászervezésével az akkor mintegy 50 portával rendelkező Szalatnok Verőce vármegye része lett. A lakosság földműveléssel, állattenyésztéssel foglalkozott. 1750-ben a szalatnoki uradalmat Pejácsevich Márk Sándor báró királyi tanácsos, Szerém vármegye főispánja vásárolta meg. A város rendkívül gyors fejlődését ennek a vagyonos nekcsei nemesi családnak köszönheti. A városközpont részben máig fennmaradt legrégibb lakóházait a Pejácsevich család építtette. Köréjük egzotikus fákból álló parkot telepítettek. Közülük is kiemelkedik az az óriás mamutfenyő, mely ma is a város egyik szimbóluma. Pejácsevich gróf kérelmére 1808-ban Ferenc király vásártartási jogot adott a városnak, mely növelve jövedelmeit újabb lökést adott a fejlődésének. A gróf 1822-ben a közeli Sladojevcin felépíttette az első iskolát, ahova a szalatnoki gyermekek is jártak. 1841-ben az uradalmat a német Schaumburg – Lippe herceg vásárolta meg. Érkezése újabb lendületet adott a fejlődésnek. A városközpontban nagy borászat és pálinkafőzde épült, környékén pedig új szőlőültetvényeket létesítettek. A herceg magyarokat, németeket és szlovákokat telepített le birtokain, akik magukkal hozták gazdag kultúrájukat is. Megnyíltak az első kézműves műhelyek és ipari üzemek. 1863-ban gőzmalom, 1885-ben fűrészüzem, 1890 körül a vasútállomás közelében téglagyár kezdte meg működését. A borászat egészen 1912-ig gyártotta a gyöngyöző bort és a pezsgőt. Boraiért a gazdaság több kitüntetést kapott a budapesti és zágrábi kiállításokon.

### A közigazgatási székhely
A 19. század második felében a közlekedés is jelentős fejlődésen ment át. 1885-ben megnyílt a helyiérdekű Suhopolje – Szalatnok és a Barcsot Pakráccal összekötő vasútvonal, 1895-ben pedig a Nekcse – Szalatnok – Noskovce vasútvonal. Ezzel a település bekapcsolódott a drávamenti vasúti forgalomba. Az új betelepülők felépítették saját vallási intézményeiket. A zsidó hitközség már 1858-ban megalakult. 1884-ben felépítették a zsinagógát, 1897-ben pedig az evangélikus templomot. 1870-ben megnyílt a szalatnoki járási hivatal épülete, majd 1886-ban az újjászervezett járás székhelye lett, ahova három község, Szalatnok, Felsőmiholjác és Vocsin tartozott, majd 1894-ben három újabb községet, Nova Bukovicát, Szópiát és Darnócot csatolták hozzá. A járási hivatal épülete sokáig az iskola szerepét is ellátta, de itt működött az első könyvtár, a telekkönyv és a járásbíróság is. 1899-ben az első emelet felhúzásával bővítették az iskolát és az épület egészen 1981-ig iskolaként működött. Egyre több városias intézmény, így postahivatal, gyógyszertár, takarékpénztár, több szálloda, nyomda, nemzeti olvasókör, iparostestület, önkéntes tűzoltóegylet, dalárda létesült a településen. Verőce vármegye Szalatnoki járásának székhelye volt. 1910-ben 3.785 lakosának 40%-a horvát, 23%-a magyar, 23%-a szerb, 10%-a német anyanyelvű volt.

### A 20. században
1914-ben trakostyáni Draskovich János gróf vásárolta meg az uradalmat a Schaumburg-Lippe családtól. A város ekkor már ennek a vidéknek a közigazgatási, gazdasági és kulturális központja volt különösen fejlett lótenyésztéssel, borászattal, vadakban gazdag erdőkkel és nagy vásárokkal. Lakossága 1880 és 1914 között több, mint másfélszeresére növekedett. A Draskovichok a II. világháborúig terjedő időszakban jelentősen fejlesztették a mezőgazdaságot, az állattenyésztést és az erdőgazdálkodást. Különösen nagy bevételekhez jutottak a mezőgazdasági termények a szarvasmarha és a fa értékesítéséből. Az első világháború után 1918-ban az új szerb-horvát-szlovén állam, majd később (1929-ben) Jugoszlávia része lett. 1921-ben hivatalos nevét Podravska Slatinára módosították. 
1991-ben 11.416 lakosának 53%-a horvát, 37%-a szerb nemzetiségű volt. 1992-ben visszakapta városi rangját és korábbi Slatina nevét. A délszláv háború idején a város mindvégig horvát kézen maradt. A horvát védelmi vonal 1991 októberében innen mintegy 10 km-re délre, a Papuk-hegység területén húzódott. Október 28-án megalakult a horvát hadsereg 136. Slatinai dandárja, mely az Orkan ’91 hadművelet keretében december 15-én visszafoglalta a szerb erőktől Voćint, majd a Ravna gorán át a bučjei szerb támaszpont irányába nyomult tovább. Ezzel végleg elhárult a várost fenyegető háborús veszély. 2011-ben a településnek 10.208 lakosa volt.

## Népesség
| Lakosság változása | Lakosság változása | Lakosság változása | Lakosság változása | Lakosság változása | Lakosság változása | Lakosság változása | Lakosság változása | Lakosság változása | Lakosság változása | Lakosság változása | Lakosság változása | Lakosság változása | Lakosság változása | Lakosság változása | Lakosság változása |
| ------------------ | ------------------ | ------------------ | ------------------ | ------------------ | ------------------ | ------------------ | ------------------ | ------------------ | ------------------ | ------------------ | ------------------ | ------------------ | ------------------ | ------------------ | ------------------ |
| 1857               | 1869               | 1880               | 1890               | 1900               | 1910               | 1921               | 1931               | 1948               | 1953               | 1961               | 1971               | 1981               | 1991               | 2001               | 2011               |
| 1.451              | 2.070              | 2.236              | 2.828              | 3.180              | 3.785              | 3.861              | 5.100              | 5.006              | 5.735              | 6.318              | 8.066              | 9.923              | 11.416             | 10.920             | 10.208             |

## Nevezetességei
- A Draskovich család kastélya kétemeletes klasszicista épület. Eredetileg hengermalomnak épült, majd a 19. század közepén zsidó imaházzá alakították át. A 19. század utolsó évtizedében a Draskovich család kastéllyá építette át. A II. világháború után több funkciót is ellátott. Egy időben iskola működött benne, majd az 1980-as évektől a városi múzeumnak, a színháznak és az anyakönyvi hivatalnak adott helyet. Később állapota romlani kezdett. Felújítása nemrég történt.
- Szent József tiszteletére szentelt római katolikus plébániatemploma[6] 1913-ban épült neogótikus stílusban. A templom háromhajós épület, mely alatt sírbolt is található. Hosszúsága 38, szélessége 17 méter. A harangtorony magassága 52 méter. A tetőt helyben gyártott cseréppel fedték. Az épület előtt régen vásártér volt, a mai parkot 1947-ben létesítették. A neogót stílusú főoltár Szent József tiszteletére van szentelve, fülkéiben Szent József, Szent Cirill és Szent Metód szobrai láthatók. Az oltár Tirolban készült Rauher mester műhelyében. A kóruson álló orgona 1941-ben került a templomba.
- Szent Péter és Pál apostolok tiszteletére szentelt pravoszláv parochiális temploma 1747-ben épült. 1813-ban és 1887-ben megújították. Ikonosztázát Jovan Četirević Grabovan készítette 1785-ben. 1941-ben az usztasák lerombolták. A helyén 1978-ban új templomot építettek.
- Az evangélikus templomot 1897-ben építették a városba a 19. század második felében betelepült cseh, magyar és német evangélikus hívek kezdeményezésére és adományaiból. Az eszéki evangélikus egyházközség filiája.
- A város természetvédelmi emléke az a 63 méter magas és majd 6 méteres átmérőjű óriás mamutfenyő, melyet valószínűleg még a városi park kialakításakor 19. század elején, a hagyomány szerint 1807-ben ültettek.

## Oktatás
Az iskolai oktatás ezen a területen az ország más részeihez képest viszonylag későn indult meg. A település első iskolája 1805-ben nyílt meg a pravoszláv egyház keretében. A katolikusok 1822-től járhattak a Pejácsevich gróf által építtetett sladojevici iskolába, majd 1830-ban megnyílt a helyi katolikus elemi iskola is. A polgári iskola 1917-ben nyílt meg, 1924-ben nevét városi iskolára változtatták és egészen 1945-ig működött. A háború után alsó reálgimnázium volt a neve és 1960-ban integrálták az elemi iskolai rendszerbe. A felsőfokú iskolát 1922-ben alapították, így működött 1970. november 1-ig, amikor a középiskolai központ része lett. A középfokú gazdasági iskolát 1959-ben, a gimnáziumot 1963-ban alapították. 1970-ben az intézmény a középiskolai központ része lett.
Ma az alábbi oktatási intézmények működnek a városban:
- Josip Kozarac (előző neve Grigor Vitez) elemi iskola
- Eugen Kumičić (előző neve Lazo Tihomirović-Baja) elemi iskola
- Marko Marulić (előző neve Edvard Kardelj középiskolai központ) középiskola
- Slatina ipari és szakképző iskola
- Slatina zeneiskola

## Kultúra
A városban 1995-től rendezik meg a „Milko Kelemen” nemzetközi zenei fesztivált.
Már a 19. század végén működött itt énekkar „Zrinski” név alatt. Később „Obilić” néven alapítottak énekegyüttest. 1905-ben a város két énekkara 89 tagot számlált.
A KUD „Bratstvo” kulturális és művészeti egyesületet 1967. június 5-én még „Dika” néven alapították. Elődje az 1945-ben alapított „Jedinstvo”, majd a „Graničar” és a „Nikola Miljanović Karaula” egyesület volt.
A város első kinematográfja 1936-ban nyílt meg, tulajdonosa egy Fuks nevű kereskedő volt. Az első mozit 1944-ben alapították.
Podravska Slatina első rádióállomását 1969-ben alapították.
A Franjo Sertić Bijeli amatőr színházat 1954-ben alapították. Sajnálatos módon 1958-ban befejezte működését. 1973-ban újraalapították az amatőr színjátszást. 1976-ban a kulturális és művészeti egyesület színjátszócsoportjából fejlődött ki a városi amatőr színház. 1977-től rendezik meg a Slatinai színházi esték rendezvénysorozatát.
A Slatinai képzőművészeti klubot 1996-ban alapították. A klub rendezvényei évente egészítik ki és gazdagítják a város kulturális életét. 1999 óta rendezik meg a „Slatinske slike” alkotótábort, 2003-tól pedig az alkotóműhelyt. Tagjai együttműködnek az ország más alkotóműhelyeivel és részt vesznek a szabadkai „Bunjevačko kolo” horvát kulturális központ szervezésében.

## Sport
Az NK Slatina labdarúgóklubot az Orao sportegyesület keretében még 1917-ben alapították. Története során a Seneška, Slavija, Slavonac, Slavonski Partizan, Slatina neveket viselte. Jelenleg a horvát nemzeti 4. ligában szerepel.
A városban rajtuk kívül a következő sportklubok működnek:
- RK Slatina kézilabdaklub
- RK Marulka kézilabdaklub
- ŽRK Dragovoljac kézilabdaklub
- HK Slatina birkózóklub
- TK Slatina taekwon doo klub
- KK Slatina tekeklub
- OK Marulka röplabdaklub
- ŠK Marulka sakk-klub
- TK Slatina teniszklub
- BK Slatina bocsaklub
- ŠR Klen sporthorgászklub
- Točak hegymászó egyesület
- ŠR Smuđ sporthorgászklub
- AK Slatina atlétikai klub
- KK Slatina kosárlabdaklub
- Slatina karateklub
- SK Slatina asztaliteniszklub

## Neves személyek
- Itt született Weszelszky Gyula (1872–1940) radiológus
- Itt született Hamvas H. Sándor (1896-1967) író, újságíró, szociográfus